# 리썰 컴퍼니
리썰 컴퍼니(Lethal Company)는 미국 개발사 Zeekerss가 마이크로소프트 윈도우용으로 개발하고 배급하는 출시 예정인 협동 생존 공포 비디오 게임이다. 이 게임은 2023년 10월 앞서 해보기로 출시되어 스팀 상점에서 인기를 얻었다.
리썰 컴퍼니에서 플레이어는 버려진 산업화된 외계 위성에서 고철을 얻고 팔면서 함정, 환경 위험, 종종 "변칙", "개체" 또는 "생물"이라고 불리는 몬스터와 적대적인 동물상을 피한다. "더 컴퍼니"의 직원으로서 플레이어는 필연적으로 실패하고 게임이 다시 시작될 때까지 점점 증가하는 이익 할당량을 충족하기 위해 충분한 고철을 팔아야 한다.

## 게임플레이
리썰 컴퍼니는 최대 4명의 플레이어가 1인칭 시점으로 플레이하는 협동 비디오 게임이다. 복고미래주의적 배경을 가진 이 게임에서 플레이어는 "더 컴퍼니"의 계약직 직원으로 일한다. 그들은 게임 내 근접 채팅과 근접 텍스트 채팅을 통해 서로 소통할 수 있다. 플레이어는 버려진 위성을 방문하여 가능한 한 많은 고철을 수집해야 한다. 각 위성에는 절차적 생성된 방, 귀중한 고철, 위험한 함정 및 악의적인 생명체가 있는 시설이 하나 있다. 플레이어는 자정 전에 빠르게 작업하고 배로 돌아가야 하며, 그렇지 않으면 오토파일럿이 그들 없이 떠날 것이다. 배가 행성을 떠날 때 배에 살아있는 플레이어가 없으면 수집된 모든 고철은 손실된다. 수집된 고철은 회사 위성인 71-고르디온에서 회사 크레딧을 얻기 위해 판매된다. 각 마감일이 끝날 때, 플레이어가 필요한 할당량을 달성하기 위해 충분한 고철을 판매하면, 더 높은 이익 목표로 또 다른 3일 주기를 시작한다. 회사의 할당량을 충족하지 못하면 플레이어는 우주로 추방되며, 이는 게임 오버를 의미한다.
플레이어는 한 번에 네 개의 아이템만 휴대할 수 있으며, 그 중 하나는 양손이 필요하다. 양손 고철 아이템은 일반적으로 가장 가치가 높지만, 들고 있을 때 사다리 오르기나 더 많은 아이템 집기와 같은 특정 행동을 할 수 없다. 모든 휴대 장비(손전등 또는 워키토키 등)와 고철 조각은 각각 하나의 빈 아이템 슬롯을 필요로 한다. 플레이어는 선박의 단말기를 사용하여 위성으로 이동하고 얻은 회사 크레딧을 장비 및 샤워나 변기와 같은 유머러스한 선박 액세서리에 사용할 수 있다. 터미널은 또한 다른 플레이어의 위치를 확인하거나, 보안 문을 열거나, 시설 내부의 지뢰와 포탑을 일시적으로 비활성화하는 데 사용될 수 있다.
이 게임은 수집된 고철을 판매하는 회사의 위성을 포함하여 12개의 플레이 가능한 위성을 제공한다. 위성은 어떤 몬스터가 얼마나 많이 생성되는지, 그리고 사용 가능한 고철의 양과 가치가 다르다. 플레이어는 가장 위험하고 수익성 높은 위성에 접근하기 위해 크레딧을 사용해야 한다. 위성은 안개, 유동성 모래, 번개 폭풍, 홍수 또는 일식과 같은 위험한 기상 조건이나 위험을 무작위로 가질 수 있으며, 이는 플레이어의 진행을 방해한다.
플레이어는 탐험하는 동안 다양한 생명체를 만난다. 대부분은 각 위성의 시설 내부에서 발견되지만, 일부는 야외에서 생성된다. 대부분의 개체는 플레이어에게 적대적이지만, 스포어 리자드와 호딩 버그와 같은 일부 생명체는 도발될 때까지 수동적인 상태를 유지한다. 게임의 몬스터에는 빠른 속도에 도달할 수 있지만 급회전에 약한 두 발 달린 짐승인 덤퍼와 먹이를 몰래 추적하다가 목을 부러뜨리지만, 발견되면 도망치는 인간형 생물인 브라켄이 있다. 가장 위험한 적 중 하나는 거대한 잭인더박스 안에 있는 무적의 생명체인 제스터이다. 플레이어를 발견할 때까지 무해하게 돌아다니다가, 멈춰서 크랭크를 돌리기 시작한다. 뚜껑이 열리면 시설 내의 모든 플레이어를 추적하여 죽인다.

## 개발
Zeekerss는 이전에 게임 제작 플랫폼인 로블록스에서 게임을 개발했다. 리썰 컴퍼니는 2023년 10월 23일에 마이크로소프트 윈도우용 앞서 해보기로 출시되었다. 11월에 Zeekerss는 6개월 이내에 게임을 완성할 계획이라고 밝혔다. 그는 또한 콘텐츠 업데이트가 "외계 동물원"에 침입하여 모든 동물을 풀어주는 듯한 느낌을 주기를 바란다고 밝혔다.

## 평가
리썰 컴퍼니는 온라인 상점 스팀에서 비평가들의 찬사를 받았으며, 2023년 11월에 플랫폼의 글로벌 최고 판매 목록에 올랐고 동시 접속자 수가 10만 명에 달했다. 그 인기는 소셜 미디어 덕분이며 유사한 공포 게임인 파스모포비아와 비교되기도 했다.
VG247의 켈시 레이너는 이 게임이 "...거친 셀 셰이딩 그래픽을 고려할 때 별것 아닌 것처럼 보일 수 있지만, 팬들은 리썰 컴퍼니에 완전히 매료되어 있으며, 그 끔찍한 미학은 분명히 매력의 또 다른 부분이다"라고 언급했다. IGN의 가브리엘 모스는 "리썰 컴퍼니는 이미 경이로움을 선사한다"며, 이 게임의 협동 전리품 사냥이 "제한된 콘텐츠와 누락된 시스템을 초월할 수 있다"고 말했다. 피시게임스엔은 리썰 컴퍼니를 PC에서 플레이할 수 있는 최고의 공포 게임 목록에 포함시켰다.
Push To Talk의 대략적인 추정치에 따르면, 리썰 컴퍼니는 2024년 1월 기준으로 1천만 장 이상 판매되었다.
플레이어 아바타는 2024년 6월 리썰 컴퍼니 기반의 추가 코스튬과 감정표현과 함께 게임에 추가된 온라인 비디오 게임 포트나이트에서 "직원"으로 등장했다.

### 수상
| 상                               | 날짜             | 부문                         | 결과 | Ref.          |
| -------------------------------- | ---------------- | ---------------------------- | ---- | ------------- |
| 스팀 어워드                      | 2024년 1월 2일   | 올해의 게임                  | 후보 | [ 31 ] [ 32 ] |
| 스팀 어워드                      | 2024년 1월 2일   | 친구와 함께 즐기기 좋은 게임 | 수상 | [ 31 ] [ 32 ] |
| 스트리머 어워드                  | 2024년 2월 17일  | 올해의 스트림 게임           | 수상 | [ 33 ]        |
| 제20회 영국 아카데미 게임 어워드 | 2024년 4월 11일  | EE 플레이어 초이스 어워드    | 후보 | [ 34 ]        |
| 골든 조이스틱 어워즈             | 2024년 11월 21일 | 최고의 앞서 해보기 게임      | 수상 | [ 35 ]        |
| 더 브이튜버 어워드               | 2024년 12월 14일 | 올해의 스트림 게임           | 수상 | [ 36 ]        |